# Brigitte Herbst

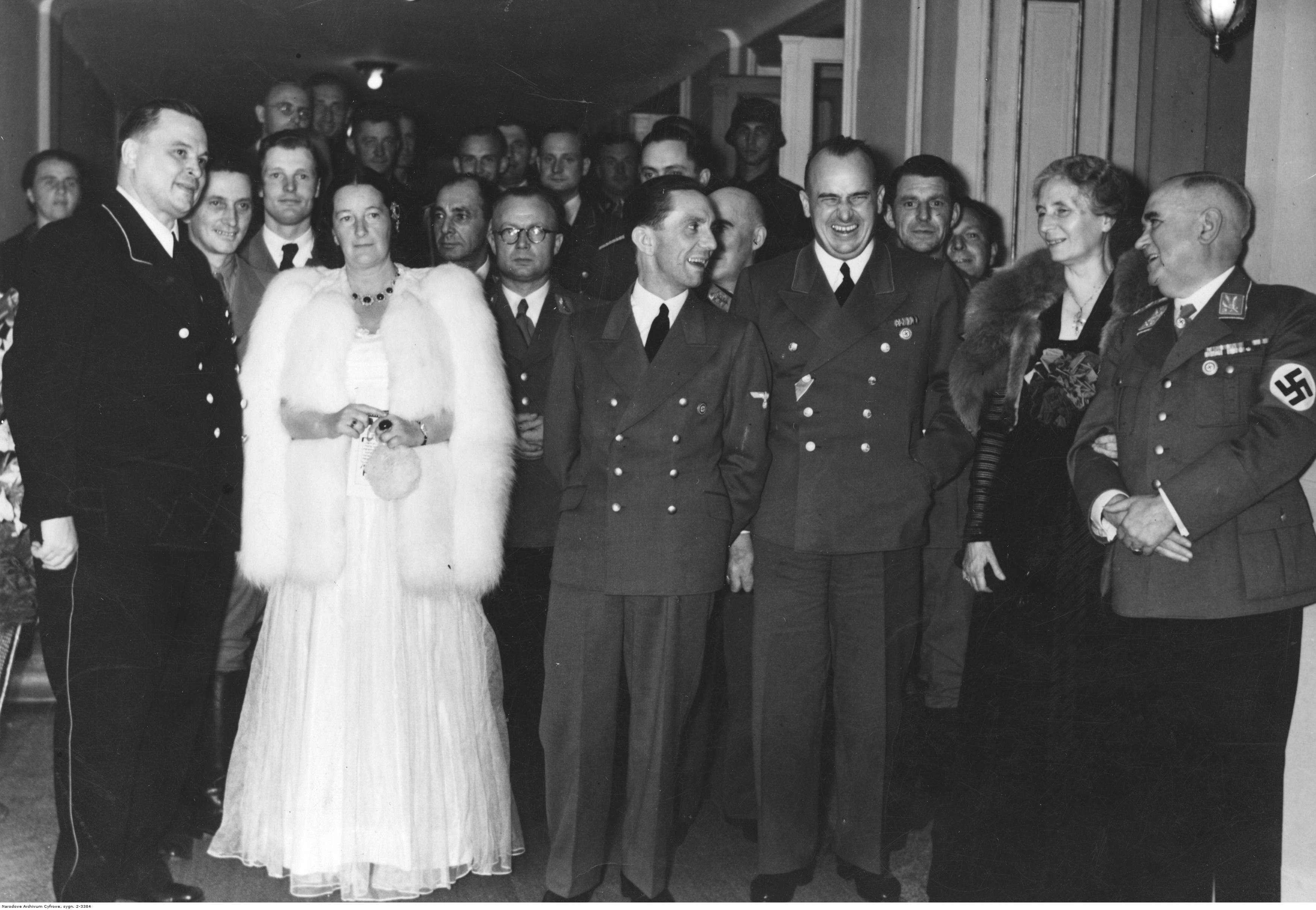
Brigitte Frank naast Joseph Goebbels en Hans Frank, 1940.

Brigitte Herbst, na haar huwelijk Brigitte Frank, (Eitorf, 29 december 1895 - München, 9 maart 1959) was de vrouw van nazi topman en generaal-gouverneur van Polen Hans Frank. Zij is de moeder van schrijver Niklas Frank.

## Biografie
Brigitte werd in 1895 geboren in Eitorf als een van de vijf kinderen van Otto Herbst en Martha Langer. Haar vader pleegde zelfmoord in 1908. In 1924 leerde ze Hans Frank kennen, een student die met de NSDAP sympathiseerde. Politiek interesseerde Herbst niet, wel macht en rijkdom. Frank studeerde af in de Rechten en kreeg een betere functie binnen de politieke partij.
In april 1925 huwde ze met Frank. Het zou geen gelukkig huwelijk worden. Herbst was erg dominant en erg gesteld op luxe. Het echtpaar kreeg vijf kinderen:
- Sigrid Frank (1927)
- Norman Frank (1928)
- Brigitte Frank (1935)
- Michael Frank (1937)
- Niklas Frank (1939)

In 1939 werd Hans Frank generaal-gouverneur van Polen. De familie ging wonen in de koninklijke burcht op de Wawel. Brigitte Herbst noemde zichzelf Koningin van Polen. In 1942 ontmoette Hans Frank zijn jeugdliefde Lilly Groh (1898-1977) opnieuw. Voor haar wilde hij zijn vrouw verlaten. Herbst verzette zich hiertegen. Ze was liever de weduwe dan de voormalige vrouw van een rijksminister.
In 1946 werd Hans Frank tijdens de Processen van Neurenberg ter dood veroordeeld. De familie leefde intussen terug in Duitsland in armoede. Kardinaal Michael von Faulhaber zorgde voor voedsel. Rond deze tijd raakte Frank goed bevriend met Ilse Heß, de vrouw van Rudolf Heß.
Ze overleed in 1959 in armoede in München.